# Cybister rugosus
Cybister rugosus is een keversoort uit de familie waterroofkevers (Dytiscidae). De wetenschappelijke naam van de soort is voor het eerst geldig gepubliceerd in 1825 door W.S.Macleay.